# وارشتس
وارشتس شهری در استان مونتانا کشور بلغارستان است که جمعیت آن در سال ۲۰۰۱ میلادی ۷٬۱۹۹ نفر بوده‌است.